# Burmeistera chirripoensis
Burmeistera chirripoensis là loài thực vật có hoa trong họ Hoa chuông. Loài này được Wilbur mô tả khoa học đầu tiên năm 1975 publ. 1976.